# Khonani
"Khonani" é o 18.° episódio da quarta temporada da série de televisão de comédia de situação norte-americana 30 Rock, e o 76.° da série em geral. Foi realizado por Beth McCarthy-Miller e teve o seu enredo escrito por Vali Chandrasekaran, um dos co-produtores da temporada. McCarthy-Miller é uma amiga de longa data de Tina Fey — criadora do seriado, argumentista-chefe, produtora executiva, co-showrunner e estrela principal — a quem conheceu enquanto trabalhavam no programa de televisão humorístico Saturday Night Live (SNL). Kapil Bawa e Subhas Ramsaywack fizeram uma participação especial no episódio, marcando a terceira de Ramsaywack, que era na verdade um contínuo na vida real que trabalhava nos Estúdios Silvercup, onde 30 Rock era filmado. A voz da atriz Elizabeth Banks pode também ser ouvida no episódio, embora não tenha feito uma aparição física.
A trama central de "Khonani" foi inspirada num conflito envolvendo os apresentadores de televisão Conan O'Brien e Jay Leno, no meio da controvérsia da NBC sobre as funções de apresentador do Tonight Show, que levou à saída de O'Brien como apresentador em 2010. Nos Estados Unidos, a transmissão original de "Khonani" ocorreu através da rede de televisão National Broadcasting Company (NBC) na noite de 22 de Abril de 2010, exatamente três meses após a emissão final de The Tonight Show with Conan O'Brien. De acordo com o sistema de mediação de audiências Nielsen Ratings, aquela emissão foi assistida por uma média de 5 milhões e 182 mil agregados familiares, e foi-lhe atribuída a classificação de 2,5 e 7 de share entre os telespectadores pertencentes ao perfil demográfico dos 18 aos 49 anos de idade. O seriado foi o segundo mais assistido daquela noite dentre os outros transmitidos pela NBC.
No episódio, o executivo Jack Donaghy (interpretado por Alec Baldwin) debate-se com um triângulo amoroso, dividido entre duas mulheres que individualmente representam aspetos diferentes da sua vida. Ele distrai-se deste dilema ao tentar mediar uma disputa entre os empregados de limpeza Subhas (Ramsaywack) e Khonani (Bawa), que disputam pelo cobiçado turno da noite. Entretanto, Liz Lemon (Fey) tenta se integrar com os seus subordinados argumentistas do TGS with Tracy Jordan (TGS) dando uma festa no seu apartamento, mas apercebe-se que não é tão divertida o quanto esperava. Simultaneamente, Tracy Jordan (Tracy Morgan) se esforça para ser um bom marido para a sua esposa, que está em repouso na cama, ao colocar uma coleira de choques para evitar ir a um clube de striptease.
De um modo geral, os críticos especialistas em televisão do horário nobre reagiram a "Khonani" com sentimentos mistos, que expressaram que o episódio teve momentos de humor, mas ficou aquém dos padrões habituais de 30 Rock, deixando-os preocupados com a sua consistência e potencial declínio. Embora tenham apreciado a abordagem satírica do seriado sobre os problemas da NBC e a sua auto-consciência, consideraram problemático o momento e a relevância do episódio. O triângulo amoroso de Jack e a subtrama do dilema dos contínuos, que parodiava o fracasso de Conan-Leno, foram considerados repetitivos e pouco cativantes, enquanto a tentativa de Liz de se integrar na sua equipa, assim como as peripécias de Tracy, foram vistas como proporcionadoras de algum entretenimento mas, mesmo assim, os críticos sentiram que não foram completamente desenvolvidas.

## Produção e desenvolvimento

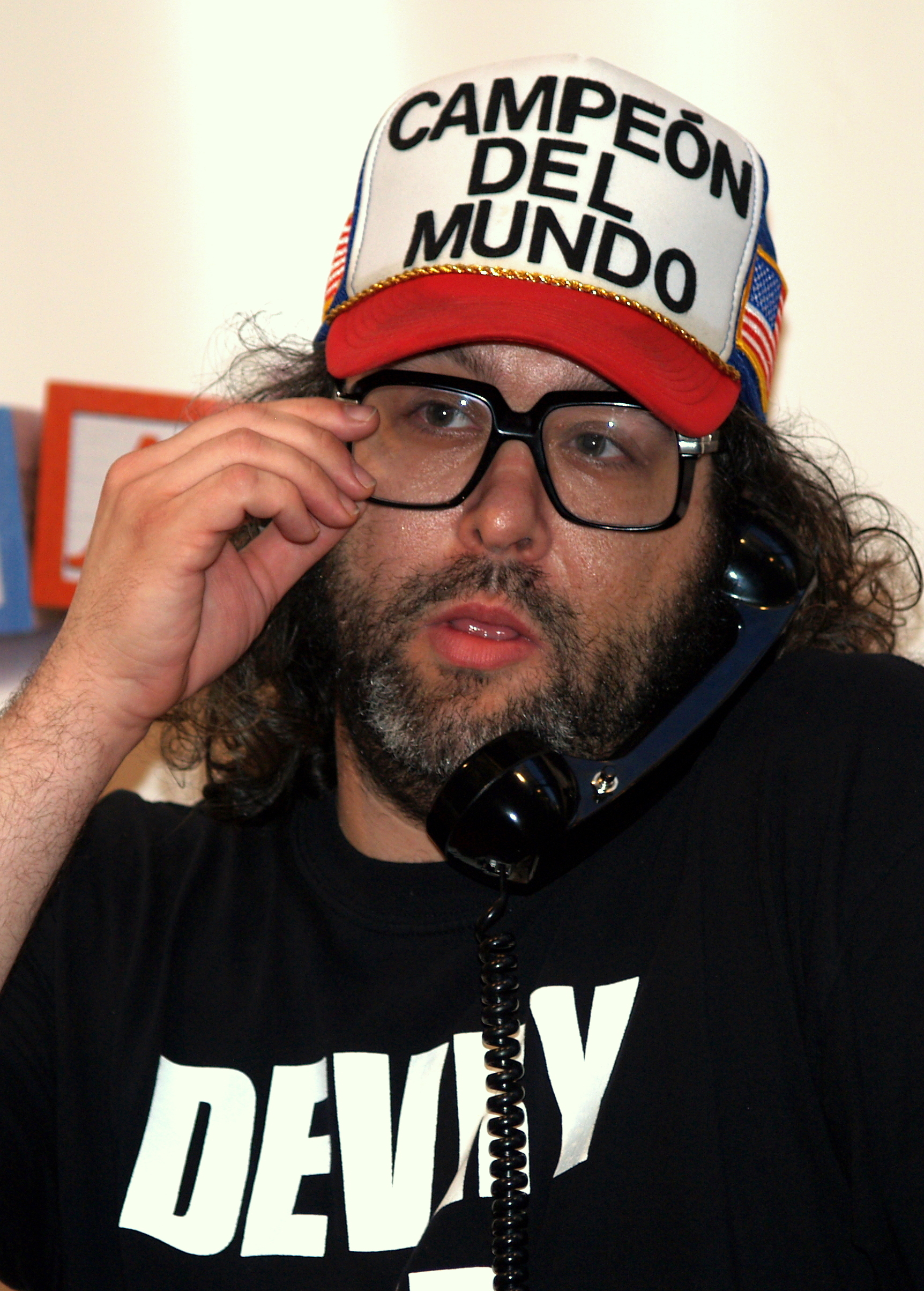
Judah Friedlander, que frequentemente usa chapéus de camioneiro, usou bonés que leem "Feet" e "TBD" neste episódio.

"Khonani" é o 18.° episódio da quarta temporada de 30 Rock. As suas filmagens decorreram a 17 de Novembro de 2009 nos Estúdios Silvercup, lugar em Manhattan, Cidade de Nova Iorque, onde 30 Rock é normalmente filmado. O episódio foi realizado por Beth McCarthy-Miller, sua 11.ª vez a trabalhar na realização de um episódio de 30 Rock, e teve o seu enredo redigido por Vali Chandrasekaran, que assumia ainda a função de co-produtor da temporada; esta foi a sua segunda vez a receber crédito pelo guião de um episódio da série. McCarthy-Miller é uma antiga membro da equipa de realizadores do Saturday Night Live (SNL), um programa de televisão humorístico norte-americano transmitido pela NBC no qual Fey foi argumentista-chefe entre 1999 e 2006. 30 Rock é muitas vezes visto como um reflexo cómico do SNL, e Liz Lemon como uma versão ficcionada de Fey, encarnando as dificuldades de liderar um programa cómico num ambiente dominado por homens, tal como o seu papel na vida real no SNL. Vários antigos integrantes do elenco do SNL já desempenharam papéis importantes ou fizeram participações especiais em 30 Rock, inclusive Tracy Morgan e a própria Fey, que foi a primeira apresentadora feminina do segmento Weekend Update. Além de McCarthy-Miller, outros membros da equipa do SNL que já trabalharam em 30 Rock são: John Lutz, argumentista do SNL entre 2003 a 2010 e membro do elenco de 30 Rock; e Steve Higgins, argumentista e produtor do SNL de 1995 a 2009 que fez participações na sétima temporada de 30 Rock. Apesar de nunca ter sido membro do elenco do SNL, Alec Baldwin, intérprete de Jack Donaghy e produtor de 30 Rock, detém o recorde de ser o anfitrião do programa por mais vezes, com dezassete vezes.
Kapil Bawa e Subhas Ramsaywack fizeram uma participação especial em "Khonani". Para Ramsaywack, esta foi a sua terceira,. Na vida real, ele era um empregado de limpeza nos Estúdios Silvercup, tendo usado o seu uniforme real durante as filmagens. Apesar de ser a sua terceira participação em 30 Rock, tendo participado anteriormente em "Into the Crevasse" e "Secret Santa", este episódio apresenta Ramsaywack num papel mais alargado. Durante as filmagens, Baldwin ficou inicialmente confuso sobre as capacidades artísticas do contínuo, tendo chegado a questionar quem tinha contratado Subhas para um papel tão importante. Uma vez esclarecido, Baldwin abraçou o ator, dando-lhe dicas úteis durante as suas cenas. Segundo o expressado por Fey acerca das cenas de negociação entre Jack e Subhas, nas quais Subhas faz frente a Jack, a filosofia pessoal de Ramsaywack, de ser simpático, por vezes atrapalhava quando ele precisava de se zangar ou gritar. No entanto, Ramsaywack expressou muito apreço por ter sido selecionado para representar em 30 Rock, apesar de não ter experiência como ator e ter tido de interpretar um alter-ego de temperamento explosivo, e agradeceu a equipa do seriado pela simpatia e solidariedade. Tanto Bawa quanto Ramsaywack são de origem indiana, assim como Chandrasekaran, que foi erradamente indicado como o tradutor de hindi na folha de chamada. Porém, sem conhecimentos do idioma, ligou urgentemente à sua mulher Nithya para que fosse ao estúdio e assegurasse a pronúncia correta das palavras necessárias.
A história principal do episódio, relativa às respetivas personagens de Bawa e Ramsaywack — Subhas e Khonani — que lutam pelo turno das 23h30, reflete de perto a disputa entre os apresentadores de televisão Jay Leno e Conan O'Brien pelo lugar de apresentador do The Tonight Show na NBC. À semelhança da rixa, neste episódio, Khonani assinou um contrato há cinco anos para assumir o turno das 23h30 de Subhas e pediu a Jack para o concretizar, o que Jack fez. A NBC anunciou em Setembro de 2004 que Leno seria sucedido por O'Brien em 2009 como apresentador do The Tonight Show. Cinco anos mais tarde, Leno apresentaria o seu episódio final em Maio de 2009; da mesma forma, Jack informa a Subhas que Khonani assumirá o seu turno. Subhas não fica entusiasmado com isso, o que leva Jack a mudar Subhas para o turno das 22:00; O'Brien assumiu o lugar de apresentador em Junho de 2009. Porém, com receio de perder Leno para outra estação de televisão, a NBC deu-lhe um novo programa noturno no horário nobre, The Jay Leno Show, que estreou em Setembro de 2009 às 22h00. Em "Khonani", quando começa o seu turno, Khonani está descontente porque não há lixo para apanhar, uma vez que tudo já foi recolhido por Subhas. Como resultado, Subhas volta para o turno das 23:30, e Khonani abandona a NBC para continuar as suas tarefas de zelador no Foxwoods Resort Casino. Embora The Jay Leno Show tenha estreado com bons índices de audiência, à medida em que baixavam, a NBC propôs que o programa fosse para o ar às 23h35 e que The Tonight Show fosse transferido para as 00h05. O'Brien, no entanto, rejeitou o horário. Em Janeiro de 2010, O'Brien chegou a um acordo com a rede que o levaria a deixar o The Tonight Show no final daquele mês e, dois meses mais tarde, Leno regressou como apresentador. Em Abril de 2010, O'Brien assinou um acordo com a rede TBS para apresentar um novo talk show noturno. Lorne Michaels, produtor executivo de 30 Rock e produtor de Late Night with Conan O'Brien, foi o mentor de O'Brien no início da carreira deste. Michaels declarou ao portal The Hollywood Reporter em Março de 2010 que O'Brien iria "prevalecer" com a sua saída do The Tonight Show. O'Brien já havia feito uma participação em 30 Rock, no episódio "Tracy Does Conan", e voltaria a aparecer no episódio final da série.
Judah Friedlander, intérprete do argumentista Frank Rossitano em 30 Rock, é conhecido pela sua coleção de chapéus de camionista adornados com vários slogans, frases e palavras. Esta caraterística não é apenas um adereço aleatório, mas sim uma parte integrante da personalidade de Frank e do humor da série. Segundo Friedlander, ele desenha e cria estes chapéus pessoalmente, tendo originado chapéus suficientes para usar um diferente em cada cena de 30 Rock, o que se traduz em cerca de três chapéus por episódio. O conteúdo dos chapéus de Frank reflete frequentemente a sua personalidade sarcástica, interesses peculiares ou referências à cultura popular. Alguns exemplos notáveis incluem erros ortográficos, frases nostálgicas e afirmações bizarras que dão uma ideia do carácter de Frank antes mesmo de ele falar. Ocasionalmente, os chapéus são incorporados no enredo, acrescentando uma camada extra de comédia. A personalidade de Friedlander na vida real também envolve o uso de chapéus semelhantes durante as suas atuações de comédia stand-up. Muitas vezes, ostenta nesses chapéus títulos ou capacidades ultrajantes, como "Campeão do Mundo" em diversas línguas, o que contrasta humoristicamente com o seu comportamento descontraído. Em "Khonani", Frank usa bonés que leem "Feet" e "TBD."

## Enredo
Jack Donaghy (Alec Baldwin) distrai-se dos seus problemas românticos — que envolvem a escolha entre Avery Jessup, apresentadora da CNBC, e Nancy Donovan, sua namorada do tempo do ensino secundário — ao tentar resolver uma disputa entre dois contínuos, Subhas (Subhas Ramsaywack) e Khonani (Kapil Bawa). Há cinco anos, Khonani assinou um contrato para assumir o turno de limpeza das 23h30 de Subhas, e ele informa Jack que está pronto para começar o novo horário. Jack dá-lhe autorização e convoca uma reunião com Subhas, informando-o de que Khonani vai assumir o turno das 23h30. Subhas não fica satisfeito com isso e Jack decide transferi-lo para as 22h00, o que Subhas não tem problemas em aceitar. Quando começa o seu turno, Khonani está descontente, pois não há lixo para apanhar porque Subhas já o recolheu. Khonani queixa-se a Jack sobre este facto, o que faz com que Jack volte a colocar Subhas às 231h30, fazendo com que Khonani abandone a NBC para trabalhar no Foxwoods Resort Casino.
Entretanto, Liz Lemon (Tina Fey) fica perturbada ao saber que, apesar de a sua equipa de argumentistas sair por vezes depois do trabalho, nunca a convidam. Ela desabafa a sua frustração acerca disso com Jack que, no entanto, explica que é melhor ela manter distância deles. Mais tarde, Cerie Xerox (Katrina Bowden), a assistente de Liz, anuncia novamente o seu casamento informa a ambas Liz e Jenna Maroney (Jane Krakowski) que elas têm de planear uma despedida de solteira para ela. Liz decide fazer a festa no seu apartamento e provar aos seus subordinados — que são convidados — que ela consegue ser divertida. Os seus subordinados aparecem na festa, mas querem ir embora porque não se estão a divertir. Liz fica chateada com isto, chama-lhes a atenção por não a terem convidado para sair com eles e exige que lhe peçam desculpa.
Ao mesmo tempo, Tracy Jordan (Tracy Morgan) está dividido entre os seus compromissos para com a sua mulher grávida e o seu desejo de festejar. Ele pede a Kenneth Parcell (Jack McBrayer) que o ajude com as necessidades da sua esposa, mas a situação torna-se demasiado difícil para Kenneth, que diz a Tracy que este precisa de estar com ela. Tracy percebe que ele precisa estar com Angie, mas muda de ideias e vai a um clube de striptease. Depois de regressar a casa e para se manter lá, Tracy decide usar a coleira de choque do seu cão em si próprio. Tracy envia então Kenneth para ocupar o seu lugar na festa de Liz. Sem que Kenneth saiba, o cão de Tracy seguiu-o até à despedida de solteira. Kenneth entra de rompante na casa de Liz com o cão de Tracy atrás dele, o que faz com que todos se escondam do cão depois de este os atacar. Todos recorrem a Liz para se livrarem do cão, o que ela inicialmente recusa. Ela acaba por concordar em ajudá-los, depois de eles lhe dizerem que ela é uma figura maternal para eles e que ninguém quer ir beber com a mãe. Liz sente-se reconfortada com isso, distrai o cão e a equipa sai ilesa do seu apartamento.

## Referências culturais

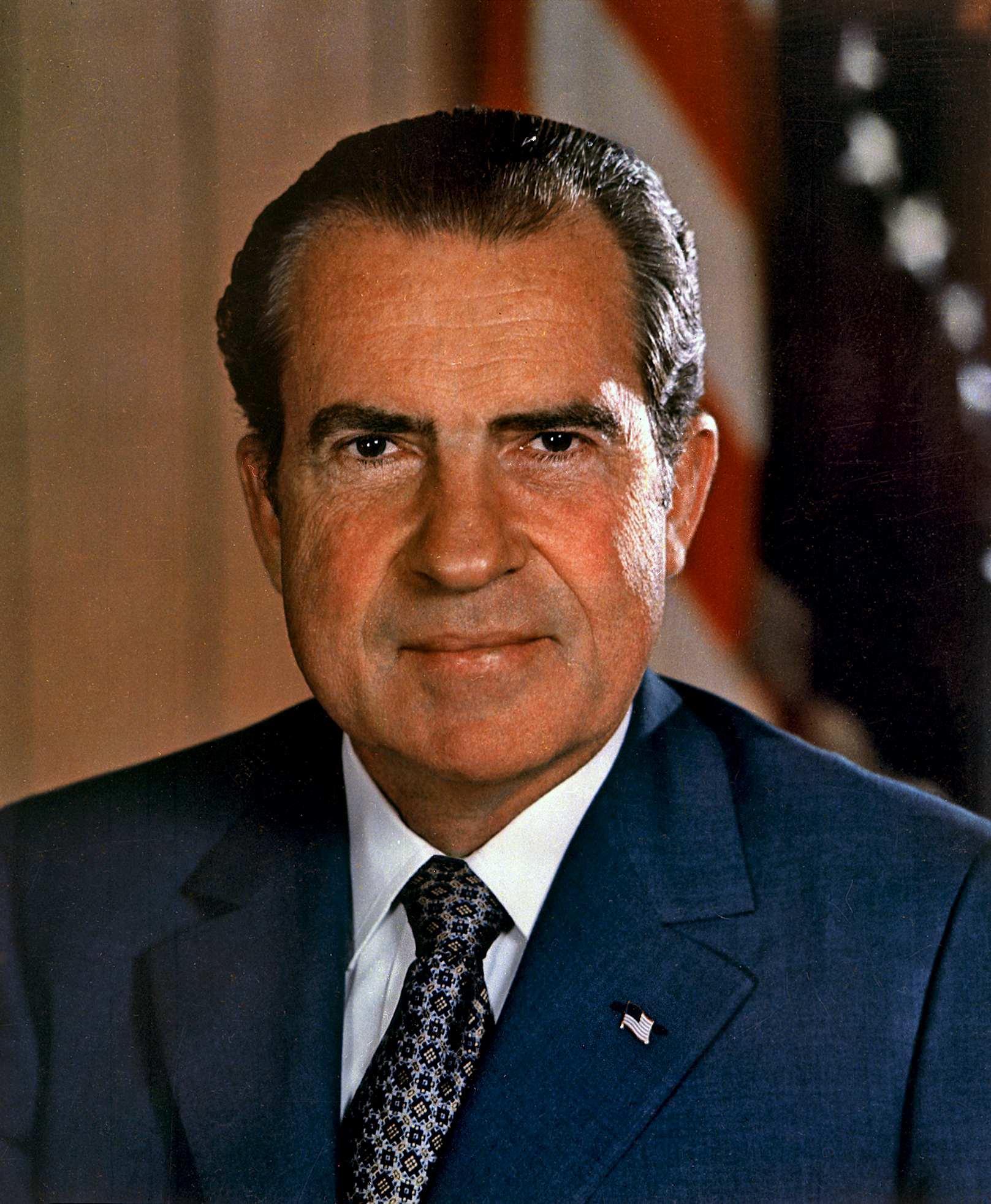
Em "Khonani", Jack afirmou que homenageia a morte de Richard Nixon a se embebedar e a tomar decisões impopulares.